# پرواز همای
پرواز همای با نام سابق سعید جعفرزاده احمدسرگورابی (زادهٔ ۲۰ بهمن ۱۳۵۸) خوانندهٔ موسیقی سنتی ایرانی است. او همراه با گروه مستان که مجموعه‌ای از نوازندگان سازهای ایرانی هستند، به اجرای کنسرت می‌پردازد. او ترانه‌هایی را به زبان‌های گیلکی و تالشی نیز اجرا کرده و اپراهایی را هم به‌روی صحنه برده است.

## زندگی‌نامه
سعید جعفرزاده احمدسرگورابی (نام و نام خانوادگی او توسط خودش و با اجازهٔ پدرش به منظور تسهیل در تلفظ نام و فامیلش به «پرواز همای» تغییر یافته)، متولد ۲۰ بهمن ماه ۱۳۵۸ است و در احمدسرگوراب، شهرستان شفت به دنیا آمد و دوران کودکی و نوجوانی خود را در آنجا سپری نمود.

## تحصیلات
او دیپلم خود را از هنرستان کمال‌الملک رشت کسب کرد و با علاقهٔ فراوان به رشتهٔ موسیقی وارد دانشگاه آزاد تهران شد و با ساز تخصصی سه‌تار و پیانو تحصیلات خود را در دانشگاه به‌پایان رساند. به گفتهٔ وبگاه رسمی همای وی آواز ایرانی را نزد استادانی چون فریدون پوررضا، کمال‌الدین عباسی، هنگامه اخوان و کریم صالح عظیمی فرا گرفته است.

## اجرای اپرای حلاج
اجرای اپرای حلاج که از شامگاه ۲۱ مرداد ۱۳۹۷ در کاخ‌موزه سعدآباد، ایوان عطار آغاز شد، روایت ادیب و سراینده‌ای بزرگ به نام حسین منصور حلاج است.
وی در مصاحبه‌ای دربارهٔ این اپرا گفت: «تازه‌ترین اپرایی که مشغول آماده‌کردنش هستم، اپرای حلاج است که در کاخ‌موزه سعدآباد و در ایوان عطار روی صحنه می‌رود. این اپرا داستان ظهور و پیدایش و مبارزه و محاکمهٔ حلاج را به تصویر می‌کشد.»

### انتقاد به اپرای حلاج
رشید وطن‌دوست در مصاحبه‌ای دربارهٔ اپرای حلاج همای گفت: «حالا که گفتید من هم راجع به آن بگویم. روبه‌روی آموزشگاه ما هم بنری زده بود و نوشته بود اپرای حلاج، با کم و بیش ۱۰ نوازنده و تعدادی بازیگر حرکات موزون. این اپرا نیست آقای پرواز همای. در اپرا ۶۰، ۷۰ نفر آن پایین در ارکستر می‌نوازند، دکور، لباس، بازی و خوانندگی. شما چرا اسم اپرا را روی کارت می‌گذاری؟! این توهین به اپرانویس‌هاست، با ۱۰ نوازنده و ۱۰ رقصنده اسم کارت را اپرا می‌گذاری؟! من این را به علی ترابی هم گفتم، به مدیرکل دفتر موسیقی، گفت من اطلاعی نداشته‌ام و ندیده‌ام. گفتم مرا که ۵۰ سال است آواز می‌خوانم بگذارید در شورای موسیقی تا جلوی این‌ها را بگیرم.»

## دیدگاه‌ها

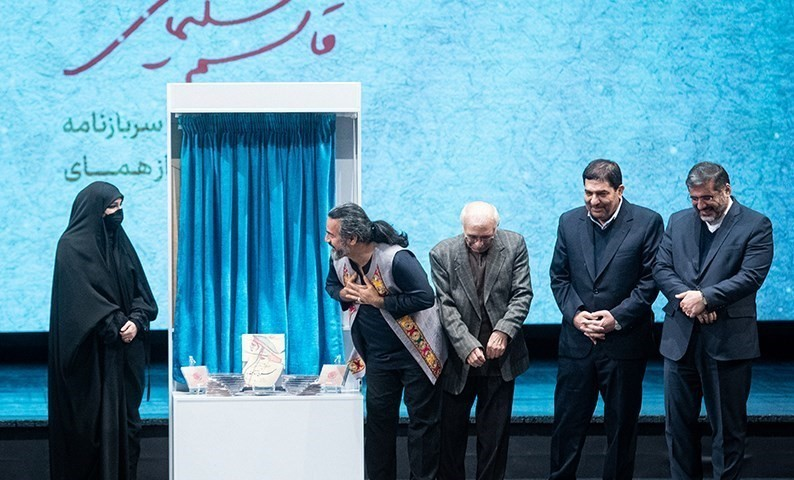
پرواز همای در کنار محمد مخبر، محمدمهدی اسماعیلی، محمدعلی بهمنی و فاطمه سلیمانی

‏همای پس از سرنگونی پرواز شماره ۷۵۲ هواپیمایی بین‌المللی اوکراین با نسبت دادن سقوط‌های زیاد به هواپیماهای بوئینگ از مردم خواسته بود در انتخاب پروازها فقط به قیمت پایین پرواز فکر نکنند. واکنش‌ها به نظر او شدید بود و او بعداً این پست را در اینستاگرامش حذف کرد. پس از اعلام شلیک دو موشک سپاه پاسداران به این هواپیما، او از مردم عذرخواهی کرد.
بنیاد رودکی وابسته به وزارت ارشاد در ۱۲ دی ۱۴۰۱ کنسرتی برای بزرگداشت قاسم سلیمانی، فرمانده پیشین نیروی قدس سپاه پاسداران در تالار وحدت تهران برگزار کرد. همای از جمله خوانندگان حاضر در این کنسرت بود. برای این کنسرت بلیت فروشی انجام نشد. معاون اول رئیس‌جمهور، وزیر فرهنگ و ارشاد اسلامی و فاطمه سلیمانی، دختر قاسم سلیمانی، از میهمانان این مراسم بودند. پرواز همای به دلیل پیش‌قدم شدن در برگزاری کنسرت در ایران بعد از اعتراضات سراسری مورد انتقادات گسترده در شبکه‌های اجتماعی قرار گرفت. همای در واکنش به انتقادات در صفحه اینستاگرام خود نوشت: «من به کسی احترام می‌گذارم و حسابش رو از بقیه جدا می‌کنم و باور دارم برای این خاک و مردم جنگید و قربانی شد». در روز شنبه ۱۷ دی، همای با انتشار ویدئویی در صفحه اینستاگرامش کفت: «فکر کردم اگر ما برای اجرا پیش‌قدم شویم، شما دست از رفتار خشونت‌آمیز برمی‌دارید، اما امروز هم دو جوان دیگر را اعدام کردید. چرا نفهمیدم شمایی که جوان‌ها را اعدام می‌کنید به راحتی من کمترین را هم قربانی می‌کنید؟» او در این ویدئو اعلام کرد که قراردادش با شهرداری به علت اعتماد اشتباه به یک دوست را نخوانده امضا کرده و ۷۰۰ میلیون دستمزد واریز شده را برای سازمان فرهنگی هنری شهرداری تهران پس فرستاده است.

## آلبوم‌های موسیقی

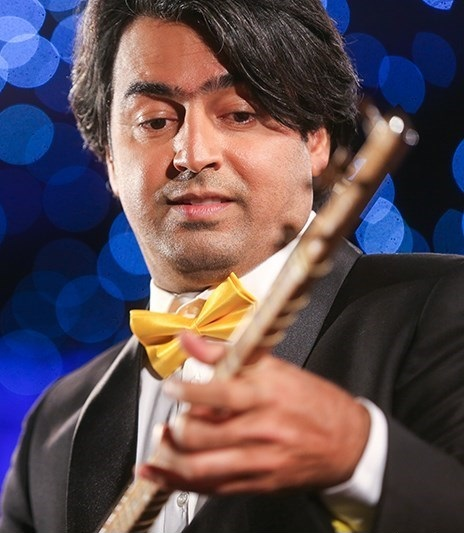
پرواز همای در اجرا در کاخ نیاوران

| نام آلبوم               | سال انتشار | آهنگساز                                                     | خواننده               |
| ----------------------- | ---------- | ----------------------------------------------------------- | --------------------- |
| چامه‌ها و چکامه‌ها        | -          | پرواز همای                                                  | پرواز همای            |
| جدال عقل و عشق          | -          | پرواز همای                                                  | پرواز همای            |
| بانوی ایرانی            | -          | پرواز همای                                                  | پرواز همای            |
| سربازان                 | ۱۳۸۹       | پرواز همای                                                  | پرواز همای            |
| دیوانه چو دیوانه ببیند. | ۱۳۹۱       | پرواز همای                                                  | پرواز همای            |
| این چه جهانیست؟         | -          | پرواز همای                                                  | پرواز همای            |
| در حسرت دیدار           | ۱۳۹۴       | پرواز همای                                                  | پرواز همای یلدا عباسی |
| در شب گیسوان تو         | ۱۳۹۴       | پرواز همای                                                  | پرواز همای            |
| خدا در روستای ماست.     | ۱۳۹۶       | پرواز همای فرشاد رستمی پیمان خازنی امید داورزنی             | پرواز همای            |
| ملاقات با دوزخیان       | -          | پرواز همای                                                  | پرواز همای            |
| سرزمین بی‌کران (تصویری)  | ۱۳۹۴       | پرواز همای پاشا هنجنی محسن الهامیان پیمان خازنی سلمان محمدی | پرواز همای            |

## نماهنگ‌ها
- نماهنگ بشرکش‌ها (در حمایت از مردم غزه)[۲۴]
- نماهنگ گمنام (تقدیم‌شده به ۱۷۵ غواص کشته‌شده در عملیات کربلای ۴)[۲۵]
- نماهنگ گل‌دوزی[۲۶]
- نماهنگ مادر[۲۷]
- نماهنگ دختر دریا[۲۸]
- نماهنگ انفجار جان (در وصف قاسم سلیمانی)[۲۹]

## فعالیت‌های گروه مستان

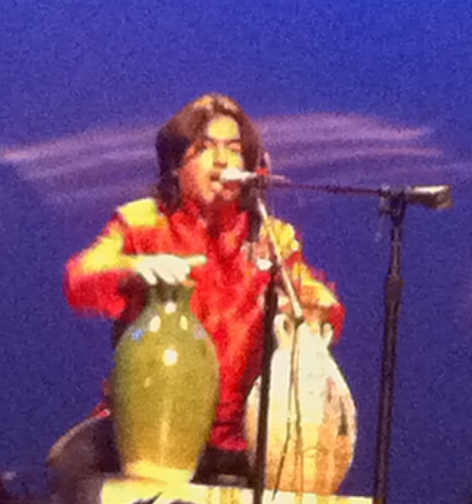
پرواز همای حین اجرا در آمریکا

- برنامه‌های اجرا شده توسط گروه:[نیازمند منبع]

1. مستان می‌آیند
2. جدال عقل و عشق
3. ملاقات با دوزخیان
4. این چه جهانیست
5. پروردگار مست
6. سرزمین بیکران
7. سربازان
8. مست مستم
9. عجب آب گل‌آلودی
10. کلاهت را بکن قاضی
11. دیوانه چو دیوانه ببیند خوشش آید
12. بانوی ایرانی
13. موسی و شبان (اپرا)
14. مرغ سحر ناله سر مکن
15. دختر دریا (به زبان گیلکی)
16. عشق و عقل و آدمی (اپرا)
17. در شب گیسوان تو
18. خدا در روستای ماست
19. بی من مخور شراب
20. خبر به دورترین نقطه جهان برسد
21. محاکمه حلاج (اپرا)
22. اپرای عشق و عقل و آدمی
23. دیوانه‌تر شدم